# گهرسرپاور توت‌فرنگی
گهرسرپاور توت فرنگی یا ماهی مرکب توت فرنگی (نام علمی: Histioteuthis heteropsis (H. heteropsis))، گونه‌ای از گهرسرپاور چشم‌خروسی کوچک است. نام‌گذاری علمی این ماهی مرکب از مجموعه چشمان آنها با اندازه‌های متفاوت سرچشمه می‌گیرد که یکی کوچک و آبی و دیگری بزرگ و زرد است. تصور می‌شود که چشم بزرگ برای دیدن اجسام در برابر نور کم استفاده می‌شود، در حالی که چشم کوچک‌تر توانایی بیشتری برای دیدن منابع نوری زیست‌تابی دارد. نام بومی ماهی مرکب به دلیل رنگدانه‌های قرمز غنی پوست و وجود فتوفورها در امتداد بدن آن به وجود آمد که آن را مانند توت‌فرنگی با دانه نشان می‌دهد.